# Calao bicorne
Buceros bicornis
Espèce
Statut de conservation UICN

 VU  : Vulnérable
Statut CITES
Le Calao bicorne (Buceros bicornis) est une espèce d'oiseau appartenant à la famille des Bucerotidae.
C'est l'animal légendaire du peuple Chin figurant sur le drapeau de l’État du même nom (Birmanie).

## Répartition
Cet oiseau vit sur la côte ouest de l'Inde, au pied de l'Himalaya et en Asie du Sud-Est.

Aire de répartition du calao bicorne

## Habitat
Le calao bicorne vit dans la partie supérieure (canopée et arbres émergents) des forêts pluviales tropicales.

## Description

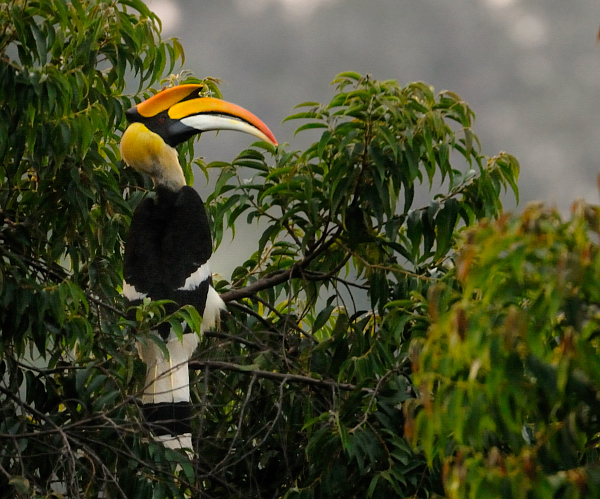
Calao bicorne aperçu à Valparai

Le mâle est un peu plus grand que la femelle, la sous-espèce buceros bicornis homrai mesure près de 1 mètre et peut atteindre jusqu’à 1,30 m pour une envergure de 1,5m à 1,80 m et un poids de 2 à 4 kg. 
Le plumage est blanc et noir : le cou, le poitrail, des parties de la tête ainsi que les bandes transversales sur les ailes sont blanches. La queue est également blanche avec une bande transversale noire dans sa partie centrale. Le très grand bec incurvé vers le bas (jusqu’à 30 cm chez le mâle, 25 chez la femelle), même s'il n'est pas très lourd, est spectaculaire par le casque également jaune doré qui l'orne, servant de chambre de résonance qui amplifie les bruits nasaux émis par l'oiseau mais aussi d'indicateur de son développement sexuel. Le casque a pu avoir à l'origine pour fonction de soutenir leur long bec incurvé. Peu à peu, il aurait grandi, selon la théorie du handicap : les femelles choisissent les mâles avec un gros casque car survivre avec un tel handicap (il réduit leur capacité de voir les oiseaux de proie voler au-dessus d'eux et leur champ de vision binoculaire pour apprécier les reliefs et les profondeurs quand ils bondissent de branche en branche pour aller picorer des fruits, il ajoute également un poids inutile au bec) est signe de bonne santé.
Le cri puissant et le vol lourd et bruyant sont caractéristiques. Le calao corne, aboie et mugit dans les branches supérieures d'un arbre pour appeler ses congénères.
Hormis la taille et le casque, le dimorphisme sexuel est peu marqué. Fait inhabituel, les cils de la paupière supérieure sont longs et correspondent à des plumes amincies. Ils serviraient comme chez l'homme à se protéger de la poussière et constitueraient un moyen de communication important (ils accentueraient la couleur des yeux des jeunes élevés dans des fentes d'arbres, seuls éléments qui peuvent voir les parents, et leur donneraient une indication sur les besoins nutritionnels des petits). Chez le mâle, l'iris est rouge-brun et la peau qui entoure l'œil est noire alors que chez la femelle, l'iris est blanc et la peau circumorbitale est rose à rouge vif ; le mâle a un casque qui est noir aux extrémités tandis que la femelle a un casque qui est teinté de rouge à ses extrémités.

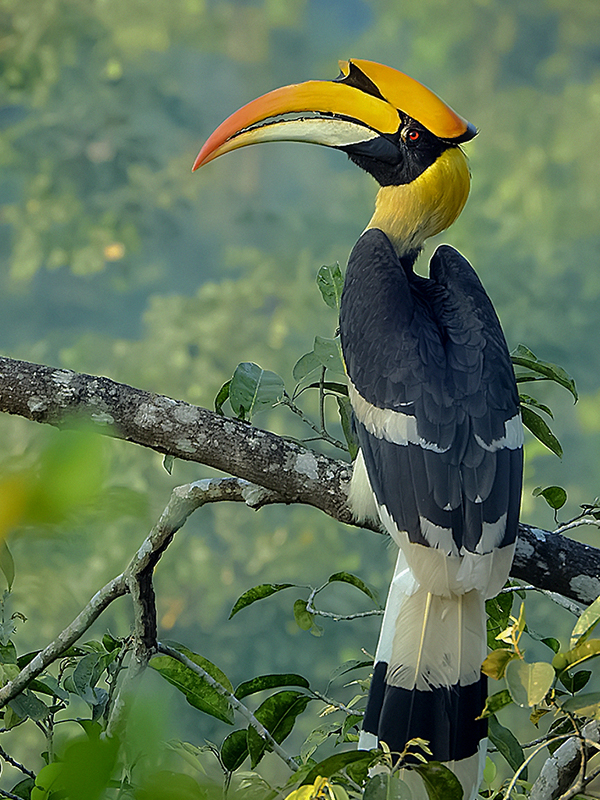
Mâle.
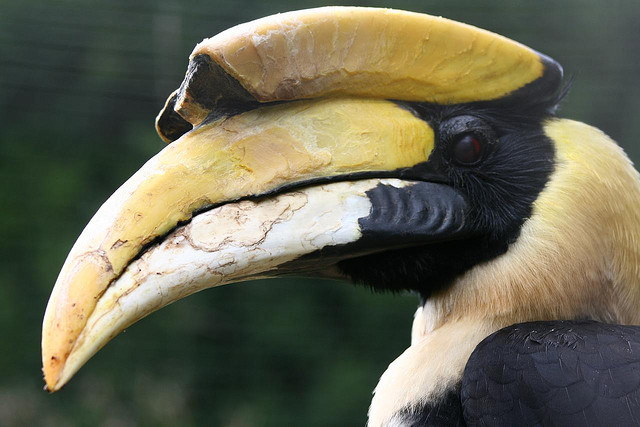
Mâle.
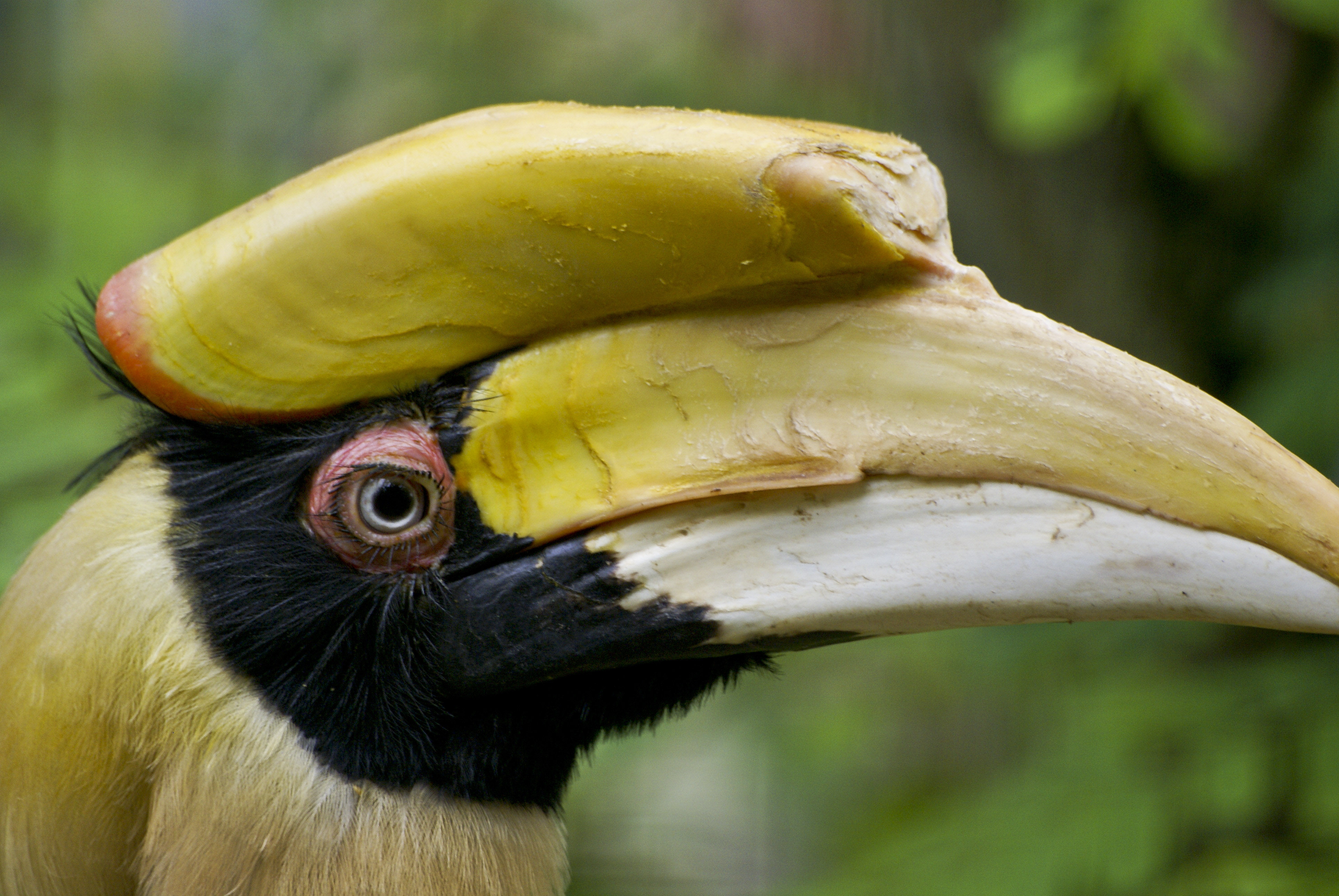
Femelle.
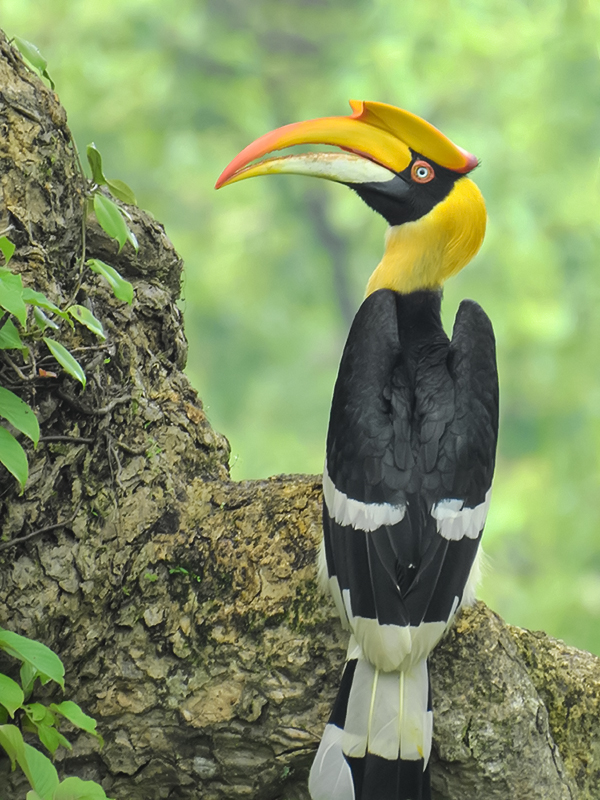
Femelle.

Le calao bicorne vit souvent en groupes y compris la nuit qu'il passe dans des arbres-dortoirs. Il est très bien adapté à la vie arboricole et les trois griffes de ses pattes lui permettent une bonne accroche aux branches. Il est agile et recherche sa nourriture en sautillant le long des grosses branches. Il se déplace souvent lentement à travers la forêt, en couple ou en petite bande. 
L'espérance de vie observée en captivité atteint jusqu’à 50 ans mais il est menacé par la déforestation ainsi que par certains usages tribaux (coiffures, vertus attribuées au sang des jeunes calaos…), c'est pourquoi il figure sur le logo de CITES, la Convention sur le commerce international des espèces de faune et de flore sauvages menacées d'extinction.

## Sous-espèces
Cet oiseau est représenté par 2 sous-espèces :
- Buceros bicornis bicornis Linnaeus, 1758 - Thaïlande et Malaisie ;
- Buceros bicornis homrai Hodgson, 1832 - Inde et Asie du Sud-Est.

## Nourriture
Le Calao bicorne est surtout frugivore.
L'alimentation comporte essentiellement des fruits, en particulier les figues riches en sucre, qui permettent au calao bicorne de se passer d'eau mais leur fermentation peut le rendre euphorique comme l'a observé Gustav Schneider à Sumatra ; et aussi des fruits de la famille des Lauraceae et des Myristicaceae comme les Persea, Alseodaphne et Myristica (qui inclut la noix de muscade).
Son long bec peu commode l'oblige à manger les fruits de façon étrange : il les détache de l'arbre puis les attrape au vol.
Insectes, petits vertébrés (grenouilles, lézards, serpents, petits oiseaux et petits mammifères) et escargots complètent ce régime mais le bec et les griffes du calao ne lui permettent pas de s'attaquer à de grosses proies.
Il avale souvent sa nourriture d'un trait puis recrache ensuite, sous forme de pelotes, les parties indigestes comme les os ou les carapaces.

## Reproduction
La maturité sexuelle est atteinte à 4 ans. 
Une fois formé, le couple reste fidèle à vie et niche dans la couronne des arbres entre 15 et 25 mètres de haut. Le couple chante en duo pendant la saison d'accouplement.

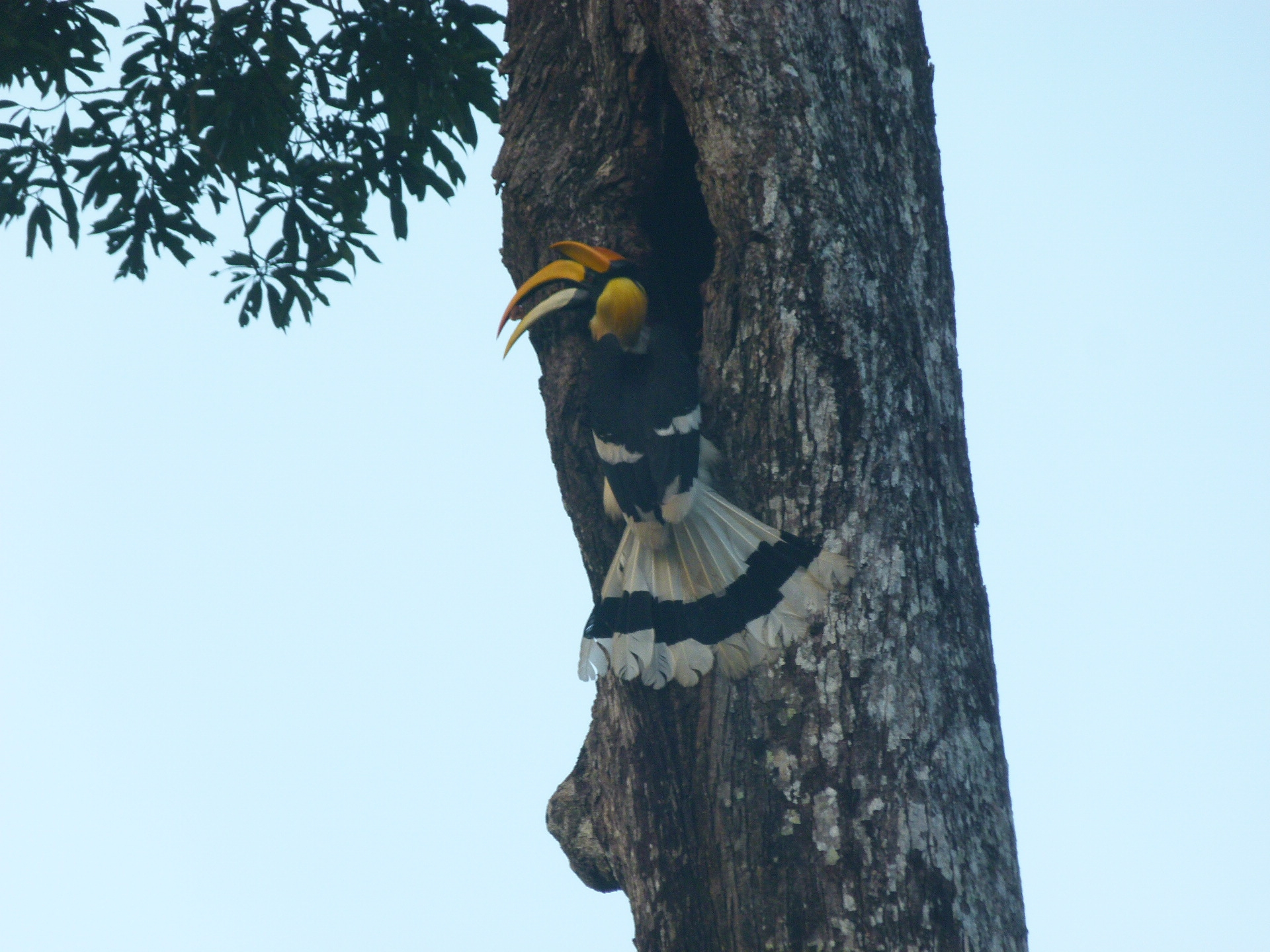
Mâle nourrissant sa compagne dans le nid, Inde

La période de reproduction se déroule de janvier à avril. La femelle pond de 2 à 4 œufs dans un creux d'arbre mais en général un seul jeune survit après l'éclosion. Après la ponte, la femelle mure complètement le nid avec une bouillie faite de nourriture, de particules de bois et d'excréments afin d'empêcher l'intrusion de prédateurs (singes et serpents). Elle mue complètement, formant ainsi un lit de plumes pour les petits à leur naissance. Seule une petite ouverture permet au mâle d'alimenter la femelle et, après l'éclosion, après 31 jours d'incubation, la progéniture. Quand celle-ci a environ 14 jours, les parents démolissent le mur et la femelle sort du trou. L'ouverture est alors de nouveau murée et les parents continuent de nourrir les oisillons. Quand la progéniture est couverte de plumes et a atteint l'âge de voler, vers 16 semaines, la femelle ouvre de nouveau l'entrée du nid à coups de bec. La progéniture doit alors se hâter d'apprendre à voler car elle n'a aucun entraînement.
Le couple de calao bicorne utilise souvent la même cavité plusieurs années de suite.